# Listenbourg

Europa med och utan det fiktiva landet Listenbourg.

Listenbourg är ett fiktivt land skapat som ett internetmeme i oktober 2022, ett meme som skildrar "landet" som en förlängning av den iberiska halvön.
Den franske Twitter-användaren Gaspard Hoelscher delade en manipulerad karta över Europa med en röd pil som pekade på konturen av ett inklistrat land som gränsar till Portugal och Spanien, och skämtade om att amerikaner inte skulle kunna namnge landet.
Den obefintliga nationen blev viral på sociala nätverk, med användare som utökade landets fiktiva historia och några stora varumärken, nationella politiker och officiella organisationer spelade med i skämtet.